# Estrada de Ferro Macaé e Campos
Die Estrada de Ferro Macaé e Campos war eine Bahnlinie, die im Norden des heutigen brasilianischen Bundesstaates Rio de Janeiro lag. Durch ein Gesetz wurde die Bahngesellschaft am 19. November 1869 gegründet, um eine Bahnlinie zu bauen. 1870 erhielt die Gesellschaft die Konzession für den Betrieb über 50 Jahre zwischen dem Hafen von Imbetiba bei Macaé, der damals eine landesweite Bedeutung hatte (fünftgrößter Hafen Brasiliens) und Campos dos Goytacazes.   
Das erste Teilstück von 33 km Länge zwischen Imbetiba und Carapebus (welches Macaé durchquerte) hatte eine Spurbreite von 0,95 Metern und wurde am 10. August 1874 eingeweiht. Am 13. Juli 1875 folgte das Teilstück mit einer Gesamtlänge von 96,5 km. Bevor die Bahnstrecke nach 1880 von der Bahngesellschaft Estrada de Ferro Leopoldina übernommen wurde, übernahm sie selbst noch die Bahngesellschaft Companhia Ferro-Carril Niteroiense, die die Strecke Niterói-Rio Bonito unter dem Namen Ferrovia do Litoral operierte sowie 1888 die kleine Bahngesellschaft Estrada de Ferro Santo Antônio de Pádua.